# Charlie Barnet
Charlie Barnet (New York, 1913. október 26. – San Diego, 1991. szeptember 4.), amerikai dzsessz-szaxofonos, zenekarvezető, zeneszerző. „A legfeketébb a fehérek között.” 

## Pályafutása
Gazdag családból származott. A nagyapja, Charles Frederick Daly a New York Central Railroad alelnöke, bankár és üzletember volt. Szülei abban reménykedtek, hogy fiúk ügyvéd lesz. Barnet azonban már tizenhat évesen  saját zenekarát vezette egy óceánjárón, amely 22 alkalommal szelte át az óceánt, majd később a Déli-tengerekre és Latin-Amerikára is eljutott.
1932-ben a New York-i Paramount Hotelben játszó zenekar vezetőjeként vált ismertté. 1934-ben a Red Norvo együttesének szaxofonosa volt, többen között a The Night Is Blue című dallal. Bár Benny Goodman állítja, hogy az első fajilag integrált együttes ez volt, bár vannak példák, melyek másokat is megemlítenek. Mindenesetre Benny Goodman, Artie Shaw és Barnet az első fehér nagyzenekar-vezetők között voltak, akik afroamerikai sztárokat is foglalkoztattak.
Az 1939-től 1941-ig a Barnet Big Band volt a legismertebb swingegyüttes. A zenekar legnagyobb slágere a Cherokee és a Redskin Rhumba volt. A Redskin Rhumba volt a zenekar szignáldala. Lena Horne, Francis Wayne és Kay Starr énekelt velük. Barnet 1941-ben sokat szerepelt Lena Horne-nal, később Roy Eldridge-el, Oscar Pettiforddal, Peanuts Holland-dal és másokkal.
Charlie Barnet nagy rajongója volt Duke Ellingtonnak és Count Basie-nek. Annyira jó volt Barnet és Count Basie kapcsolata, hogy a Basie az első volt, aki átadta Barnetnek at 1939-es Palomar Bálteremmi egy szállodai tűzben elveszített hangszereket. Egy héttel az eset után Barnet zenekarával felvette az Are We Burnt Up című számot. Et a felvétel ebben a formában nem került kereskedelmi forgalomba.
Barnet soha nem nem írt zenét kereskedelmi céllal, és elítélte azt, amit a Downbeat Magazine „kukoricaszirupnak” nevezett. Érzéseit a témával kapcsolatban a Billy May által írt The Wrong Idea című, mulatságos darabba írta be. Egy másik dalba Barnet beírta a „The Mab” vagy „The Wild Mab” becenevet, ami utalás arra, amit rögtönzött, hogy − ittasan − megmártózott egy szállodai szökőkútban.
Barnet egész élete mutatta lemezeinek és zenekarainak felhőtlen lazaságát. Vagy hatszor volt házas, gyakran került az újságok címlapjára. Az 1930-as, -40-es években a dzsessz egyik legtöbbet emlegetett alakja volt.

## Lemezek

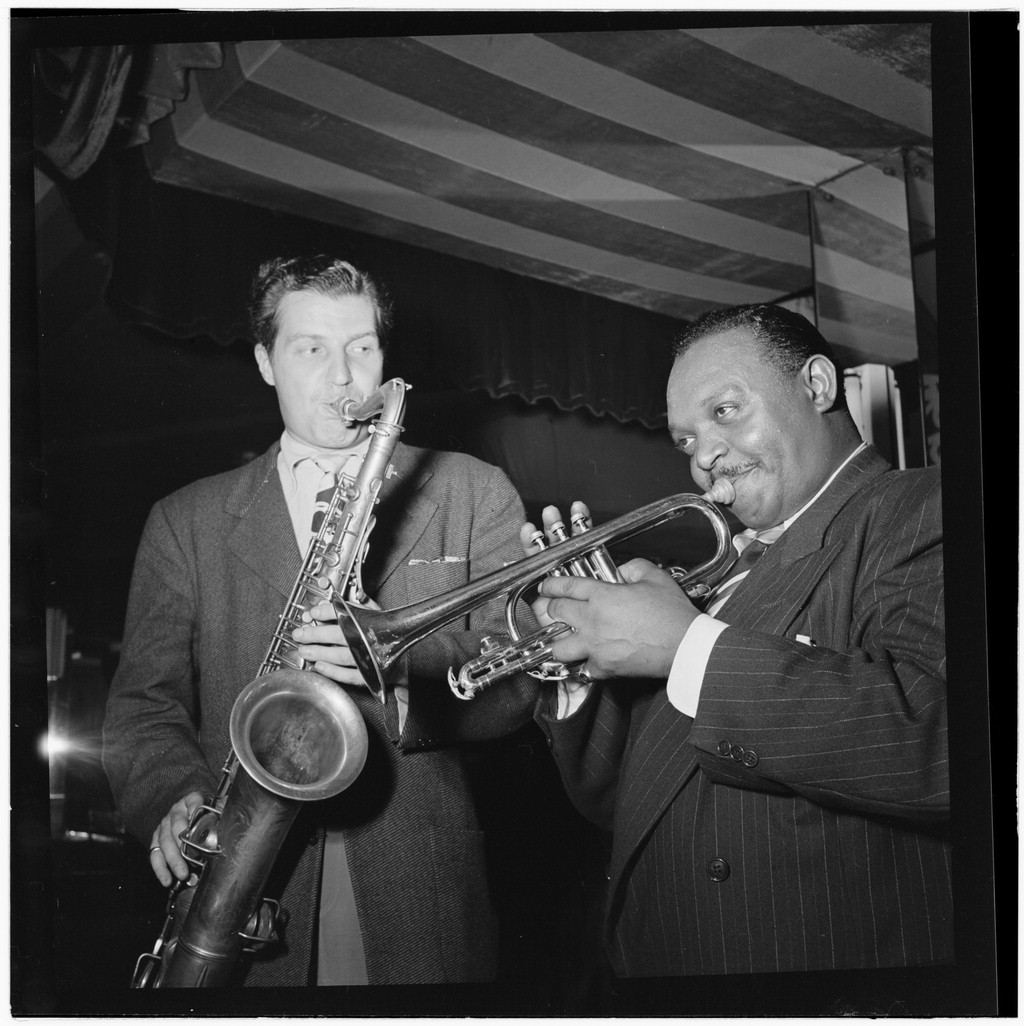
Rex Stewart és Charlie Barnet; 1946

- Charlie Barnet Plays Charlie Barnet (1952)
- Charlie Barnet Dance Session. Vol.1-2 (1954)
- Hop On The Skyliner (1954)
- Redskin Romp (1955)
- For Dancing Lovers (1956)
- Cherokee (1958)
- Live At Basin Street East (1966)
- Charlie Barnet Big Band (1967)
- Clap Hands Here Comes Charlie (1988)
- Cherokee. 1939-41 (1992)

## Filmek
- Charlie Barnet az IMDb-n